# Aporocactus moennighoffii
Aporocactus moennighoffii là một loài thực vật có hoa trong họ Cactaceae. Loài này được (Fisch.) Borg mô tả khoa học đầu tiên năm 1937.